# Formules de mécanique des fluides
Cet article présente les principales équations de la mécanique des fluides, une branche de la physique qui s'intéresse à l’étude du comportement des fluides (liquides et gaz) et des forces internes associées.

## Statique des fluides

### Loi fondamentale de la statique des fluides
Pour un fluide au repos soumis à un champ de forces volumique {\displaystyle {\vec {F}}=\rho {\vec {f}}}, où {\displaystyle \rho } désigne la masse volumique, le champ de pression {\displaystyle \;p(x,y,z,t)} vérifie la relation
Exemple: Lorsque le fluide est soumis uniquement aux forces de gravité {\displaystyle \left({\vec {F}}=\rho {\vec {g}}\right)}, on a la relation
soit, sachant que le champ de gravité est dirigé dans la direction verticale, (supposant le fluide incompressible ⇒ la masse volumique est constante)

### Poussée d'Archimède
Tout corps plongé dans un fluide est soumis à une poussée de bas en haut égale au poids du volume du fluide déplacé.
Soit un corps de masse volumique {\displaystyle \;\rho } et de volume {\displaystyle \;V} plongé dans un fluide de
masse volumique {\displaystyle \rho _{f}}. La poussée d'Archimède que le fluide exerce sur ce corps est la force
Le poids apparent de ce corps dans le fluide est la somme de son poids et de la poussée d'Archimède, soit
Remarque: Lorsque la masse volumique du corps est inférieure à celle du fluide, le poids apparent est négatif. Voilà pourquoi une planche de bois (densité < 1) remonte à la surface de l'eau.

## Dynamique des fluides parfaits incompressibles

### Équations d'Euler pour un écoulement incompressible
Soit l'écoulement incompressible d'un fluide parfait, c'est-à-dire sans viscosité, dans un champ de force massique {\displaystyle {\vec {f}}}. En première approximation, sa masse volumique {\displaystyle \;\rho }  est constante. En un point quelconque du fluide 
{\displaystyle \;M(x,y,z)} et à un instant quelconque {\displaystyle \;t}, les champs de pression 
{\displaystyle \;p(x,y,z,t)} et de vitesse {\displaystyle {\vec {v}}(x,y,z,t)} vérifient les relations:
En coordonnées cartésiennes {\displaystyle \;(x_{1},x_{2},x_{3})}, ces relations s'écrivent

### Écoulement potentiel - Potentiel des vitesses
Un écoulement de fluide selon les normes de température et de pression est dit potentiel lorsque
Dans ce cas, il existe une fonction potentiel des vitesses {\displaystyle \;\phi } qui vérifie

### Relations de Bernoulli

#### Écoulement stationnaire et potentiel
en tout point de l'écoulement.
Exemple: Dans une conduite forcée, il n'y a aucun échange avec l'extérieur après la prise d'eau, on peut donc utiliser la relation de Bernoulli entre l'entrée et la sortie (avant les turbines). À la prise d'eau, l'eau est en hauteur (énergie potentielle), à la pression atmosphérique et a une vitesse proche de 0. Dans la conduite, la hauteur diminue et la pression p augmente, il y a un peu de vitesse (l'écoulement est piloté par l'injection dans les turbines). En bas de la conduite, avant les turbines, si la vitesse peut toujours être considérée faible, la pression a augmenté de {\displaystyle \rho gz}.
Le théorème nous explique ici le phénomène de conversion d'énergie potentielle (hauteur) en une énergie de pression dans un milieu isolé.
En l'absence de régulation à l'injection sur la turbine, la vitesse devient non négligeable et si la sortie se fait à l'air libre, la pression est la pression atmosphérique (comme en haut de la conduite). L'énergie potentielle est donc alors convertie en énergie cinétique.
En multipliant l'expression précédente par un volume V, on obtient une formulation exprimant la conservation de la somme de l'énergie cinétique, de l'énergie potentielle et de l'énergie de pression. 
Énergie potentielle (de hauteur) 
Énergie de pression
Énergie cinétique 

#### Écoulement stationnaire et non-potentiel
le long d'une ligne de courant.
- Variante adimensionnelle de l'équation de Bernoulli :

Les aérodynamiciens qui effectuent des mesures en soufflerie, prenant acte du fait que la composante {\displaystyle \rho gz} peut être négligée dans ces mesures, utilisent la variante adimensionnelle de l'équation de Bernoulli suivante (qui est valide en tout point d'un écoulement gazeux, c.-à-d. non-potentiel, et non plus simplement le long d'une ligne de courant) :
expression où : Cp est le coefficient de pression et Cv le coefficient de vitesse.

#### Écoulement instationnaire et potentiel
en tout point de l'écoulement.

## Dynamique des fluides visqueux incompressibles

### Équations de Navier-Stokes pour un écoulement incompressible
Soit un écoulement incompressible de fluide visqueux dans un champ de force massique {\displaystyle {\vec {f}}}. La viscosité cinématique du fluide est notée {\displaystyle \nu } (unité SI : m2 s−1). En un point quelconque du fluide 
{\displaystyle \;M(x,y,z)} et à un instant quelconque {\displaystyle \;t}, les champs de pression 
{\displaystyle \;p(x,y,z,t)} et de vitesse {\displaystyle {\vec {v}}(x,y,z,t)} vérifient les relations:
En coordonnées cartésiennes {\displaystyle \;(x_{1},x_{2},x_{3})}, ces relations s'écrivent

### Formules de conversion des différents coefficients adimensionnels
Les coefficients fuséistes {\displaystyle C_{n}} et {\displaystyle C_{a}} sont évidemment liés aux coefficient des avionneurs {\displaystyle C_{x}}, {\displaystyle C_{y}} ou {\displaystyle C_{z}} par des formules simples de conversions (pourvu que la même surface de référence soit utilisée pour tous ces coefficients).
Ces formules de conversion sont :
{\displaystyle C_{a}=C_{x}\cos(\alpha )-C_{z}\sin(\alpha )}
et :
{\displaystyle C_{n}=C_{x}\sin(\alpha )+C_{z}\cos(\alpha )}
Et dans l’autre sens :
{\displaystyle C_{x}=C_{n}\sin(\alpha )+C_{a}\cos(\alpha )}
et :
{\displaystyle C_{z}=C_{n}\cos(\alpha )-C_{a}\sin(\alpha )}